# Obsazení Sudet (1918)
Obsazení Sudet v roce 1918–1919 též obsazení pohraničí v roce 1918–1919 je označení obsazení Sudet českými vojenskými jednotkami v listopadu a prosinci 1918. Systematicky započalo kolem poloviny listopadu 1918 a skončilo obsazením posledních míst v pohraničí počátkem ledna 1919. Jednalo se de facto o občanskou válku malého rozsahu mezi Čechy a Němci.

## Rámec událostí

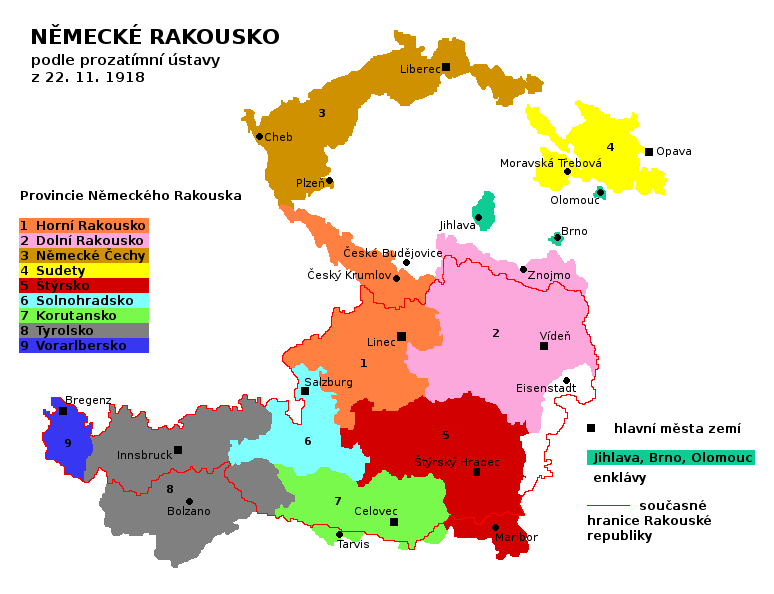
Územní nároky republiky Německé Rakousko

Po skončení první světové války Němci žijící na území českých zemí požadovali rozdělení těchto zemí podle etnického hlediska a připojení území s německým osídlením k německému Rakousku, resp. Německé říši. Češi chtěli, aby se české země jako celek staly součástí Československa a česko-německé vztahy na území těchto zemí byly řešeny jako vnitrostátní otázka.
21. října němečtí poslanci z českých zemí dopředu odmítli vznik samostatného Československa a oznámili úmysl české země rozdělit a takto vzniklou německou část připojit k německému Rakousku. 28. října 1918 Češi vyhlásili Československo. O dva dny později, 30. října 1918, Němci vyhlásili tzv. Německé Rakousko. Součástí Německého Rakouska měly být i čtyři sudetoněmecké provincie Německé Čechy (Deutschböhmen), Sudetsko (Sudetenland), Šumavská župa (Böhmerwaldgau) a Německá jižní Morava (Deutschsüdmähren), tři exklávy Brno, Jihlava a Olomouc a měla být neutralizována Ostravská pánev.
V nárokovaných oblastech formálně převzaly výkonnou moc národní orgány – československé revolučním aktem, německé z rukou císaře dne 31. října 1918. 11. listopadu 1918, v den vyhlášení republiky v Německu, Německé Rakousko oznámilo do Berlína přání připojit se k Německu, a den nato, 12. listopadu 1918, vyhlásilo své připojení k Německu. Návrhy české strany (německý ministr-krajan, tři převážně samosprávné německé župy, němčina jako druhý jazyk země, spravedlivá školská a kulturní politika, atp.) Němci odmítli.

## Průběh obsazení
Česká reprezentace se odmítla pohraničních území vzdát s odůvodněním, že nový československý stát nemůže ekonomicky, sociálně ani politicky existovat bez pohraničí českých zemí jinak, než jako koloniální protektorát Velkého Německa. Rozhodla se proto pro vojenské obsazení nárokovaného území.

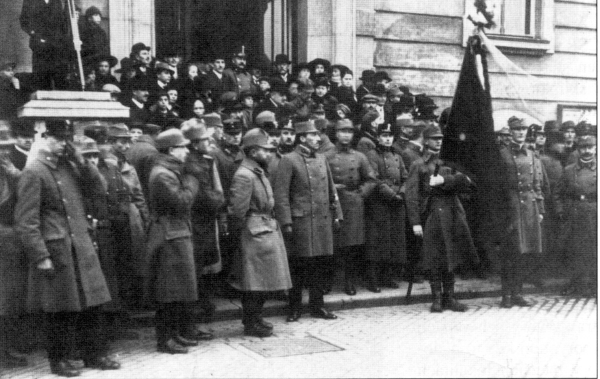
Přísaha Slovácké brigády v Hodoníně, 17. listopadu 1918

Československo nemělo k dispozici potřebné vojenské jednotky a domácí představitelé žádali po Edvardu Benešovi, aby v Paříži zajistil vyslání alespoň tří pluků francouzské armády. Nakonec obsazení provedly tři neúplné rekonstruované české pluky – 30. Vysokomýtský, 35. Plzeňský a 28. Pražský, ve Slezsku menší domácí jednotky, a Slovácká brigáda. Operace tak ale musela být odložena a systematicky byla zahájena až 29. listopadu 1918 obsazováním Mostu. 7. prosince byly obsazeny Teplice, 8. prosince Mariánské Lázně, 10. prosince Litoměřice, 12. prosince Karlovy Vary, 14. prosince Liberec, 16. prosince Trutnov, Cheb a Chomutov, 18. prosince Opava a Znojmo. Obsazeny byly i části Dolních Rakous (část Vitorazska a Valticka, takzvané České Rakousy).

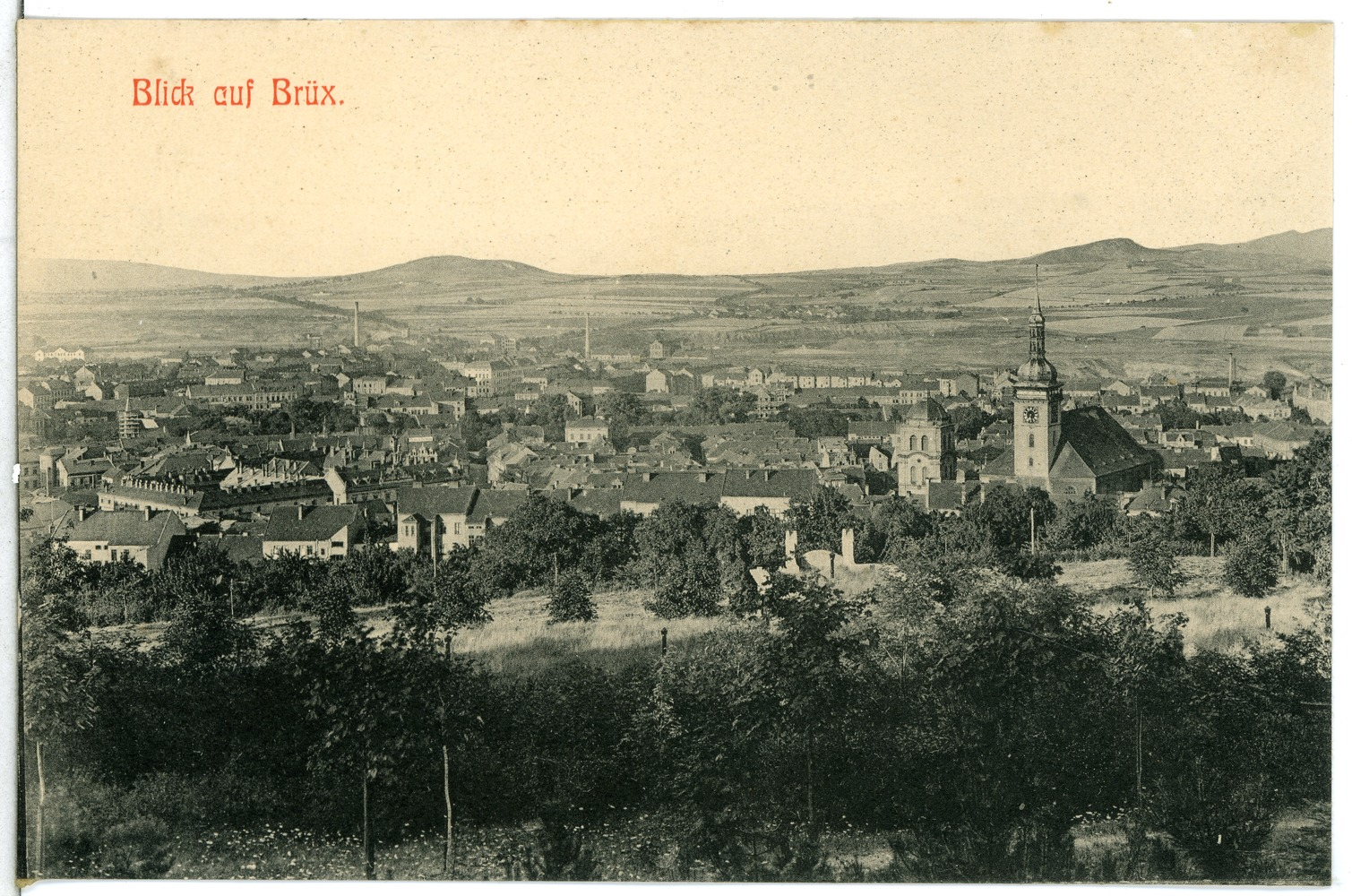
Pohled na předválečný Most

K největším bojům došlo při obsazování Mostu, třídenní pouliční boje (27.-29. 11.) ukončilo až nasazení dvou československých děl. V provincii Deutsch-Böhmen se bojovalo i na dalších místech, již 14. 11. došlo k přestřelce u Šimonovic, 21. 11. u Postoloprt, 25. a 29. 11. se bojovalo o nádraží v Louce u Litvínova, a 26. 11. o železniční stanice Blatno a Hoštka. Boje o Most se staly odstrašujícím příkladem, takže v dalších dnech již docházelo k odporu minimálně. Obsazování bylo přesto vedeno jako regulérní vojenská operace. Dne 11. 12. byl přepadem dobyt Tanvald, obsazen Jablonec nad Nisou a vrchol Ještědu, čímž byla ustanovena ještědská fronta proti Liberci - hlavnímu městu provincie. Ten byl obsazen bez boje 15. 12. za asistence čs. obrněného vlaku. Cheb se vzdal až 16. 12. po výhrůžce, že jinak dojde k jeho dělostřeleckému ostřelování. Jedno u posledních míst, Kraslice, bylo obsazeno až 7. 1. 1919. Za zmínku stojí fakt, že když bylo 17. 11. obsazeno Meziměstí, vyhnali Češi z železniční stanice říšskoněmeckou ostrahu nádraží (Bahnhofswache). Odcházející Němci se při odchodu nechali slyšet, že Československo se tímto ocitlo ve válce s Německem. K tomu bylo samozřejmě na míle daleko, nicméně tato příhoda vhodně ilustruje chaotickou dobu rozpadu a vzniku států.
V provincii Sudetenland se bojovalo 15. 11. u Kylešovic u Opavy, 24. 11. se střetly hlídky v Českém Bohdíkově a 27. 11. v Bludově. K opakovaným přestřelkám docházelo u Moravské Huzové a u trati Opava-Krnov. Bílovec byl obsazen 1. 12. po krátké přestřelce, která si ovšem vyžádala 5 raněných a Šumperk byl obsazen 15. 12. poté co mu bylo vyhrožováno nasazením dělostřelectva. Ještě 21. 12. došlo k přestřelce v Moravském Berouně, při níž čs. pěší pluk č. 54 ztratil jednoho padlého a 2 raněné.
Na jihu Čech v provincii Böhmerwaldgau došlo relativně k nejmenšímu počtu bojů. V noci z 29.-30. 11. byla přepadena setnina v Horní Planné, největší boj proběhl 3. 12. u Kaplice, kde byly pozice Volkswehru hájené kulomety prolomeny až pomocí dělostřelectva. Téhož dne se bojovalo ještě o železniční stanice v Omlenici a v Dolním Dvořišti.
Nejrozsáhlejší bojové operace probíhaly na jižní Moravě, v provincii Deutsch-Südmähren, které se díky společné hranici s Rakouskem dostalo i částečné podpory z Rakouské republiky. Střety propukly poměrně záhy, již 9. 11. rozehnáním Volkswehru na stanici Nové Dvory, byť z počátku (jako i jinde) byly poměrně nekrvavé. Nicméně kolem poloviny listopadu se situace začala přiostřovat. V noci ze 17. na 18. 11. došlo k boj o Slavonice - dvouhodinová přestřelka si vyžádala několik raněných na obou stranách. O den později, 19. 11. československý obrněný vlak cestou na Slovensko asistoval vojsku u stanice Miroslava, která v předchozích dnech již dvakrát změnila majitele. Palba z kulometů a několik výstřelů z děla obrněného vlaku zahnala původně "bojovně" naladěné příslušníky Volkswehru na bezhlavý úprk.  Téhož dne anektovalo Československo dolnorakouské obce Ober- a Niederthemenau a Biasdorfswart. Dne 30. 11. odrazil Volkswehr útok československých vojáků v boji o Fryšavu. Dne 3. 12. došlo k boji u tábora na Muschelbergu (u Mikulova), kde Volkswehr odrazil průzkum Slovácké brigády. V těchto dnech se projevil příliv posil z Rakouska, a 5. 12. dokonce přešel vídeňský Marinewehr (původně příslušníci rakouského námořnictva) do protiútoku a dobyl po přestřelce obec Bulhary. O tři dny později, 8. 12.  se střílelo při obsazování obsazování Dešné a Rancířova. Boje pokračovaly například 10. 12., kdy byl odražen útok Marinewehru na Vítovice a 11. 12. byla po šarvátce obsazena Fryšava. K největším bojům došlo 10.-11. 12. u Prosiměřic a bojovalo se i 12.-13. 12. při postupu na Hrušovany. Přestřelky kolem blokovaného/obléhaného Znojma probíhaly i 15. 12., kdy se již jednalo o obsazení města. K tomu došlo o den později bez větších problémů za asistence obrněného vlaku Brno. Téhož dne byly obsazeny též Hrušovany a Mikulov, nicméně k přestřelce došlo u Dolních Věstonic na přechodu Dyje. Tím byla pacifikace jižní Moravy více-méně ukončena, byť ještě 22. 12. došlo k přepadu hrušovanského nádraží, což českou stranu stálo 1 padlého a 1 těžce raněného. Paradoxně se provincii Deutsch-Südmähren sice dostalo nezanedbatelných posil z Rakouska, nicméně většinou s upozorněním, že nemá být kladen odpor, neboť by to mohlo být považováno za porušení příměří s Dohodou, ke které patřilo i Československo. Tak naštěstí nedošlo k nasazení 3 rakouských dělostřeleckých baterií, které byly z Vídně poslány k obraně Znojma.
Přestože během obsazování pohraničí došlo k větším bojům jen omezeně, jednalo se de facto o malou občanskou válku národnostního charakteru s cizí intervencí (Rakousko, místní posily pro Deutsch-Böhmen z německého území neměly charakter politicky schválené akce). Vojenské operace a jejich plánování probíhalo zcela regulérním způsobem i za situace, kdy v zázemí bylo na přelomu října a listopadu minimum řádného vojska (vyjma doplňovacích kádrů) i moderního vojenského materiálu. Na přelomu listopadu a prosince například ze znojemské fronty čs. jednotky hlásili, že k větší ofenzivě jim chybí opakovací pušky a že je třeba poslat další k nahrazení starých Werndlovek.
Ostatní místa byla obsazena pokojně. České jednotky obvykle přijely vlakem na nádraží (nebo před ním takticky vystoupily), obsadily přístupové cesty do centra, úřad okresního hejtmana a radnici, a jejich velitel vyhlásil příslušnost okresu k československému státu. Místní německá domobrana (Volkswehr) se zpravidla okamžitě rozešla a byla odzbrojena. Byla jmenována správní komise, jež nahradila do konání voleb místní orgány, jmenované ještě podle rakouského kuriálního systému. V komisích bylo zpravidla posíleno zastoupení místní české menšiny, o níž se československá správa opírala.

## Dozvuky
Německá zemská vláda v Liberci proti obsazení území protestovala jako proti nezákonné okupaci a přesunula se do Vídně, kde úřadovala až do uzavření mírové smlouvy s Rakouskem v září 1919.

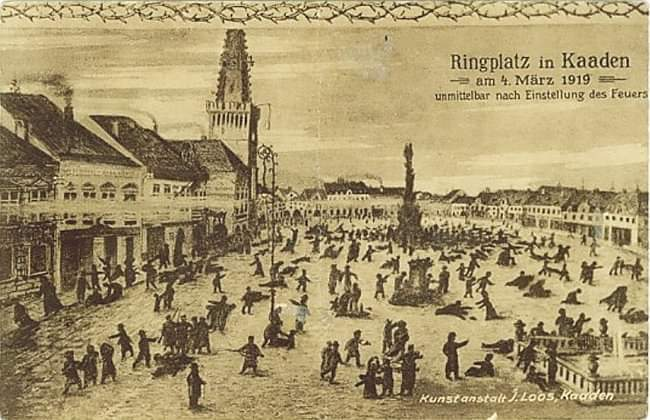
Kadaňský masakr

Na 16. února 1919 vyhlásilo Německé Rakousko volby do svého parlamentu. Volby se měly konat na celém území, které si Německé Rakousko nárokovalo, tedy i na velké části Československa. Československo tyto volby na svém území nepřipustilo. 4. března 1919 se měl ve Vídni sejít nově zvolený německo-rakouský parlament. Čeští Němci na tento den svolali demonstrace za právo na sebeurčení, spojené se všeobecnou stávkou. Během demonstrací došlo na řadě míst ke střetům Němců s českými vojenskými jednotkami. Výsledkem střetů bylo několik desítek mrtvých Němců a dva zastřelení čeští vojáci. Nejvíce mrtvých bylo v Kadani. Z krajního německého pohledu šlo o poklidné demonstrace, zmasakrované českým vojskem. Z krajního českého pohledu šlo o včasné potlačení připraveného povstání českých Němců proti Československu.